# Дине, Спиро
Спиро Ристо Дине (алб. Spiro Risto Dine; 1846, Виткук — 12 апреля 1922) — албанский писатель, драматург и деятель Албанского национального возрождения. Его наиболее известная работа «Волны моря» на момент своей публикации была самой длинной книгой на албанском языке.

## Биография
Спиро Дине родился в 1846 году в селении Виткук, в регионе Корчи, в юго-восточной Албании. В 1866 году он мигрировал в Египет, присоединившись к местной албанской общине. Там Дине познакомился с Тими Митко, албанским фольклористом из Корчи, и помог ему в работе по албанского фольклору под названием «Албанская пчела» (алб. Bleta Shqipëtare).
Работа Спиро Дине «Волны моря» (алб. Valët e Detit), сборник албанской истории и литературы был издан в Софии. И на момент своей публикации в 1908 году это была самая длинная книга, напечатанная на албанском языке. Он также писал стихи и сатирические произведения.
Дине был членом Общества по изданию албанских сочинений (алб. Shoqëri e të shtypurit shkronjavet shqip) и отвечал за создание его египетского отделения в Шибин-эль-Коме в течение 1881 года. К концу XIX века Спиро Дине стал сторонником идеи албанского вооружённого восстания и независимости от Османской империи. Он умер в Египте 12 апреля 1922 года.